# Fehime Sultan
Fehime Sultan (turco ottomano: فہیمه سلطان, lett. "intelligenza"; Istanbul, 2 luglio 1875 – Nizza, 15 settembre 1929) è stata una principessa ottomana, figlia del sultano Murad V e della consorte Meyliservet Kadin.

## Origini
Fehime Sultan nacque il 2 luglio 1875 a Istanbul, nel Palazzo di Dolmabahçe. Suo padre era il futuro sultano ottomano Murad V e sua madre la consorte Meyliservet Kadin.
La sua nascita dovette essere tenuta nascosta fino all'ascesa al trono del padre, perché era all'epoca vietato ai principi ottomani avere figli prima di salire al trono. 
Un anno dopo la sua nascita Murad divenne sultano, nome Murad V, e Fehime venne riconosciuta come principessa imperiale, ma dopo 93 giorni fu deposto, per supposta incapacità mentale, dal suo fratellastro Abdülhamid II, e rinchiuso, con tutta la sua famiglia, al Palazzo di Çırağan.

## Confinamento
Al momento del suo confinamento nel Palazzo di Çırağan, Fehime Sultan aveva solo un anno, e perciò crebbe senza conoscere altra vita. 
Venne educata da suo padre, dalle sue consorti e dalle Kalfa (serve) di palazzo. Gevherriz Hanım le insegnò il francese e a suonare il pianoforte, attività in cui Fehime eccelleva. Ben presto iniziò anche a comporre e s'interessò anche ad altre arti.
Ciononostante, il ritratto di lei nelle memorie di Filitzen Hanim, consorte più giovane di Murad V, è piuttosto negativo. Filitzen la descriveva come una sempliciotta arrogante, egocentrica e orgogliosa, non molto graziosa, ma convinta di essere bellissima e ossessionata dal desiderio che anche gli altri lo pensassero. Il suo passatempo preferito era guardarsi allo specchio e non amava nulla più delle lodi, mentre non era per nulla incline alla lettura o ad altre attività intellettuali. In particolare, Filitzen paragona spesso, e in negativo, Fehime alla sua sorellastra maggiore Hatice Sultan, che invece giudicava bella, intelligente, vivace e piena di qualità. 
Fehime Sultan rimase orfana di madre a circa sedici anni, quando sua madre, Meyliservet Kadın, morì di malattia, raccomandandola alle cure di suo padre.

## Primo matrimonio
Nel 1989 Murad V, su desiderio di Hatice, scrisse ad Abdülhamid II chiedendogli di trovare marito alle due figlie maggiori, Hatice e Fehime. Abdülhamid accettò, ma a condizione che le due non tornassero mai più al Palazzo di Çırağan, né rivedessero la famiglia. Entrambe accettarono, ma Fehime, mai uscita da palazzo, fu sconvolta dalla vita esterna e addirittura ebbe paura della carrozza mandata a prenderle per portarle a Palazzo Yıldız. 
Nell'ottobre 1898 Fehime incontrò, insieme alle figlie di Abdülhamid II, l'imperatrice Augusta Vittoria di Schleswig-Holstein-Sonderburg-Augustenburg. Inizialmente esclusa dalla cerimonia con Hatice, Abdülhamid II infine invitò anche loro per non ferirle. 
Il 3 settembre 1901 finalmente Abdülhamid II mantenne la promessa di sposarla, in una tripla cerimonia con la sua sorellastra Hatice Sultan ed Emine Sultan, figlia di Abdülaziz. Tuttavia, il marito scelto per Fehime era un modesto paggio di tavola, Ali Galib Bey, promosso frettolosamente a Paşah.
Fehime e suo marito vissero in una villa a Ortaköy, e, malgrado gli sforzi di Galib, che era sinceramente innamorato e tentò ogni cosa per far felice la moglie, comprese enormi spese per soddisfare i suoi desideri il matrimonio fu infelice e senza figli.
Tuttavia, Fehime riuscì a inserirsi nel tessuto sociale di Istanbul. Il suo abbigliamento lussuoso ed elegante e gli atteggiamenti eccentrici le fecero guadagnare il soprannome di Kelebek Sultan, ovvero Principessa farfalla.
Fehime riuscì infine a ottenere il divorzio da Mehmed V, nel 1909, quando si innamorò di un altro uomo, dopo la deposizione di Abdülhamid II che invece glielo aveva sempre negato.

## Secondo matrimonio
Nel 1909 Fehime conobbe in un giardino Mahmud Behçet Bey, ufficiale, che aveva cinque anni meno di lei e di cui si innamorò. I due si sposarono nel 1910. Vissero felici per 14 anni, ma non riuscirono ad avere figli.
Alla fine del 1920 Fehime, insieme a sua cugina Naime Sultan, prese parte a un'organizzazione clandestina, la Müdafaa-i Milliye Grubu, che si opponeva al governo di Mehmed VI e chiedeva più diritti costituzionali. Mehmed VI era zio di Fehime, che lei non amava, perché ostile ai figli di Murad V, che tenne sempre sotto stretta sorveglianza. Si rivelò una risorsa preziosa per gli oppositori. Appassionata costituzionalista, nel 1911 compose una sonata per esprimere le sue idee politiche, intitolata Pour La Constitution.

## Esilio
Nel 1922 il sultanato venne abolito e due anni dopo la neo Repubblica Turca esiliò l'intera dinastia ottomana.
Fehime e suo marito vissero prima a Vienna e poi a Nizza. Qui, Behçet, dopo un fallimentare tentativo di aprire un chiosco di gelati turchi in Rue de Congrés, fuggì con tutti i loro soldi, abbandonando Fehime all'indigenza.
Anche se a Nizza vivevano altri membri della famiglia, in particolare Abdülmecid II, essi si rifiutarono di aiutarla, in parte perché fra i discendenti del sultano Abdülaziz come Abdülmecid II e quelli del sultano Abdülmecid I come Fehime non scorreva buon sangue, a causa della morte sospetta di Abdülaziz, che i suoi discendenti credevano fosse un omicidio organizzato dal ramo "Mecide" della famiglia, e in parte perché la famiglia disapprovava le idee politiche sostenute da Fehime, che ritenevano fossero state la causa della caduta del Sultanato e del loro esilio. Fehime sopravvisse solo grazie ad alcuni eunuchi fedeli, che coi loro miseri beni l'aiutarono perlomeno a mangiare e avere una casa.

## Morte
Fehime Sultan morì di tubercolosi il 15 settembre 1929 a Nizza. Venne sepolta nel monastero di Solimano, a Damasco, in Siria.

## Onorificenze
- Ordine della Casa di Osman, ingioiellato[18]
- Ordine della Carità, 1ª classe[18]

## Eredità
Alcuni abiti a lei attribuiti sono conservati a Palazzo Topkapi.

## Cultura popolare
- Nella serie TV del 2017 Payitaht: Abdülhamid, Fehime Sultan è interpretata dall'attrice turca Elif Özkul.
- Fehime Sultan è un personaggio del romanzo storico di Ayşe Osmanoğlu The Gilded Cage on the Bosphorus (2020).